# Euthelepus marchinbar
Euthelepus marchinbar är en ringmaskart som beskrevs av Anne D. Hutchings 1997. Euthelepus marchinbar ingår i släktet Euthelepus och familjen Terebellidae. Inga underarter finns listade i Catalogue of Life.